# 辉煌郭峰1981－1996 (专辑)
《辉煌郭峰1981－1996》是中国音乐人郭峰的个人作品精选集专辑，于1996年由中国国际广播音像出版社出版、北京京文音像公司发行。
专辑共收录了郭峰出道以来主创的十二首作品，涉及音乐类型、题材广泛。其中包括了公益音乐《让世界充满爱》（和平题材）、《地球的孩子》（环保题材）、《年轻的心》（全民健身题材）、《人类的朋友》（生态保护题材）和《有你有我》（和平题材），由朱桦、田震和韦唯等多位歌手先后演唱过的大陆老派情歌《恋寻》和《让我再看你一眼》，1988年中国中央电视台春节联欢晚会曲目、流行音乐和中国民歌的融合之作《我们的祖国歌甜花香》和《道路》，加入反拍节奏、具有雷鬼音乐风味的中国民歌《我多想》，以及早期摇滚乐风格的《爱的波折》和《心的独白》。

## 曲目
| 顺序 | 歌名               | 演唱         | 作曲 | 作词                         | 创作时间 | 首次发表或公演                                   | 时长 |
| ---- | ------------------ | ------------ | ---- | ---------------------------- | -------- | ------------------------------------------------ | ---- |
| 01   | 让世界充满爱三部曲 | 百名歌手     | 郭峰 | 陈哲、小林、郭峰、王健、孙铭 | 1986年   | 1986年纪念世界和平年演唱会                       |      |
| 02   | 恋寻               | 韦唯         | 郭峰 | 郭峰                         | 1987年   | 1987年南斯拉夫“国际流行音乐大赛”（韦唯参赛歌曲） |      |
| 03   | 爱的波折           | 田震         | 郭峰 | 郭峰                         | 1984年   | 1985年田震个人专辑《蒙妮卡》                     |      |
| 04   | 我们的祖国歌甜花香 | 阎维文       | 郭峰 | 王持久                       | 1983年   | 1988年中国中央电视台春节联欢晚会                 |      |
| 05   | 年轻的心           | 百名体育明星 | 郭峰 | 郭峰                         | 1995年   | 1996年元旦，百名体育明星演唱                     |      |
| 06   | 地球的孩子         | 群星合唱     | 郭峰 | 陈哲                         | 1987年   |                                                  |      |
| 07   | 让我再看你一眼     | 朱桦         | 郭峰 | 郭峰                         | 1984年   | 1985年郭峰作品专辑《星、新、星》                 |      |
| 08   | 我多想             | 吴静         | 郭峰 | 耿大全                       | 1981年   | 1985年                                           |      |
| 09   | 心的独白           | 崔健         | 郭峰 | 郭峰                         | 1985年   | 1985年郭峰作品专辑《星、新、星》                 |      |
| 10   | 人类的朋友         | 群星合唱     | 郭峰 | 马靖华、郭峰                 | 1987年   | 1987年中国中央电视台特别节目主题曲               |      |
| 11   | 道路               | 董文华       | 郭峰 | 郭峰                         | 1982年   | 1988年中国中央电视台春节联欢晚会                 |      |
| 12   | 有你有我           | 群星合唱     | 郭峰 | 郭峰                         | 1995年   | 1995年郭峰作品专辑《有你有我》                   |      |

## 制作人员
- 作曲：郭峰
- 作词：郭峰、陈哲、小林、王健、孙铭、王持久、耿大全、马靖华等
- 编曲、指挥：郭峰
- 演唱：韦唯、田震、朱桦、吴静、崔健、阎维文、董文华、群星
- 制作人：郭峰

## 唱片版本
- 卡带版
- CD版

## 相关

### 音乐教材收录
- 专辑中曲目《让世界充满爱》被纳入中国中学音乐教材（湘艺版）八年级（第一单元）[13][14]。
- 专辑中曲目《地球的孩子》被纳入中国小学音乐教材（苏教版）四年级（下）。[15]

### 获奖
- 2008年，专辑中曲目《让世界充满爱》获“全国流行音乐盛典暨改革开放30周年流行金曲授勋晚会”颁发的“流行金曲”勋章[16]
- 1988年，韦唯凭借演唱专辑中曲目《恋寻》，获得南斯拉夫麦撤姆国际音乐节比赛金奖[11][12]。
- 1986年，在中国中央电视台举办的第二届“全国青年歌手电视大奖赛”上，韦唯凭借演唱歌曲《让我再看你一眼》获专业组通俗唱法二等[9][17][18]。

### 重要演出
- 2022年2月4日，专辑中曲目《让世界充满爱》在中国国家体育场举办的2022年北京冬季奥运会开幕式上由群星演唱[19]。
- 2008年5月18日，专辑中曲目《让世界充满爱》在中央电视台播出的《爱的奉献——2008抗震救灾大型募捐活动》节目中由群星演唱[20]。
- 1988年，专辑中曲目《我们的祖国歌甜花香》和《道路》在1988年中国中央电视台春节联欢晚会上分别由阎维文和董文华演唱[10]。
- 1986年，专辑中曲目《我多想》在1986年中国中央电视台春节联欢晚会上由成方圆演唱[21]。
- 1986年5月，专辑中曲目《让世界充满爱》在北京工人体育馆举办的“第一届百名歌星演唱会：献给国际和平年”演唱会中由群星演唱[7]。